# Гросалмероде
Гросалмероде (њем. Großalmerode) град је у њемачкој савезној држави Хесен. Једно је од 16 општинских средишта округа Вера-Мајснер. Према процјени из 2010. у граду је живјело 7.021 становника. Посједује регионалну шифру (AGS) 6636004.

## Географски и демографски подаци
Гросалмероде се налази у савезној држави Хесен у округу Вера-Мајснер. Град се налази на надморској висини од 421 – 643 метра. Површина општине износи 37,6 km². У самом граду је, према процјени из 2010. године, живјело 7.021 становника. Просјечна густина становништва износи 187 становника/km².

## Међународна сарадња
| Мјесто  | Држава               | Врста сарадње | Од    |
| ------- | -------------------- | ------------- | ----- |
| Ројстон | Уједињено Краљевство | партнерство   | 1974. |
| Извор   |                      |               |       |